# Spathosterninae
Spathosterninae es una subfamilia de insectos ortópteros caelíferos perteneciente a la familia Acrididae. Se encuentran en África, sudeste de Asia y Australia.

## Géneros
Según Orthoptera Species File (2 de abril de 2010):
- Laxabilla Sjöstedt, 1934
- Paraspathosternum Ramme, 1929
- Spathosternum Krauss, 1877